# Cleveite
La cleveite è un minerale fortemente radioattivo contenente uranio. Si trova principalmente in Norvegia ed è una varietà impura della uraninite. La sua composizione chimica è UO2 (diossido di uranio), con circa il 10% dell'uranio sostituito da terre rare.
Il nome gli fu dato nel 1878 da Adolf Erik Nordenskjöld, in onore del chimico svedese  Per Teodor Cleve. 
La cleveite è stata la prima fonte di elio proveniente dalla crosta terrestre. L'elio si forma in seguito alla radiazione alfa emessa dall'uranio e rimane poi occluso all'interno del minerale. Il primo campione di elio fu ottenuto da William Ramsay nel 1895 tramite il trattamento della cleveite con acido. Cleve e Abraham Langlet riuscirono ad isolare l'elio dalla cleveite all'incirca nello stesso periodo.